# Философов, Владимир Дмитриевич
Влади́мир Дми́триевич Филосо́фов (12 сентября 1820, Санкт-Петербург — 6 декабря 1894, Санкт-Петербург) — русский государственный деятель; представитель дворянского рода Философовых первый Главный военный прокурор Российской империи, член Государственного совета по департаменту гражданских и духовных дел, статс-секретарь Его Императорского Величества, действительный тайный советник, герольдмейстер.

## Биография
Родился 12 (24) сентября 1820 года в Санкт-Петербурге. Представитель дворянского рода Философовых. Его отец, Дмитрий Николаевич Философов (1790—1863) выпускник Пажеского корпуса, помещик Псковской губернии, Новоржевский уездный предводитель дворянства в 1835—1863 годах. Отец был женат дважды, первой его супругой была Анна Петровна Чихачёва, в этом браке у них родилось двое сыновей Александр и Николай. После смерти первой жены Дмитрий Николаевич Философов женился во второй раз — на вдове Марии Матвеевне Неклюдовой (урождённая Рокотова; 1789—1840). Владимир был единственным сыном в этом браке.

Герб Философовых

Детство провёл в селе Богдановское, Новоржевского уезда Бежаницкой волости Псковской губернии в имении отца. В доме было много картин, книг, статуй и бронзы, привезённых отцом из поездок за границу. В 1825 году в гости к семейству Философовых приезжал, находившийся в михайловской ссылке, поэт А. С. Пушкин. Пятилетний Владимир читал ему песнь «Онегина» и поэт удивлялся хорошей памяти ребёнка. Отца Владимира — Дмитрия Николаевича, Пушкин увековечил в образе помещика Троекурова в своём романе «Дубровский».
В 1831 году Владимир был привезён в Санкт-Петербург, где прошёл дополнительный курс обучения, в течение которого изучал латынь, математику, словесность, историю и географию. В 1835 году поступил в Императорское училище правоведения, которое окончил 5 июня 1941 года с правом на чин 9-го класса Табели о рангах, и 9 июня стал титулярным советником.

### Служба в Правительствующем сенате
С 16 июня 1841 года был назначен младшим помощником секретаря в канцелярию Второго департамента Сената. С ноября 1842 года по апрель 1846 года, по собственному желанию, Философов был откомандирован к сенатору И. Н. Толстому, ревизовавшему Восточную Сибирь. Участвовал в ревизии Иркутской, Пермской, Енисейской губерний, Забайкальского края и Якутской области; занимался рассмотрением жалоб, проверкой и производством следствий о злоупотреблениях в управлениях. Все участники ревизии Восточной Сибири получали двойное жалованье, двойные суточные и прогонные, выдавалось подъёмных до 1 тысячи рублей, что для Философова, у которого были сложные отношения с отцом, и который не помогал ему финансово, было хорошим доходом. Однако на время своей командировки он ставил другие задачи, о чём писал в дневнике: «…цель поездки моей не чиновничья, а любознательная и поэтическая». В ноябре 1847 года за деятельность по ревизии Восточной Сибири, он был награждён орденом Святой Анны 3-й степени.
С 1846 года коллежский асессор Философов служил в департаменте Министерства юстиции редактором, начальником отделения. В ноябре 1847 года был произведён в надворные советники, в декабре 1848 года — в коллежские советники. С 1850 по 1854 годы служил в Правительствующем сенате обер-прокурором разных департаментов.
В 1854—1856 годах состоял в должности герольдмейстера. Являлся церемониймейстером при погребении императора Николая I, исполнял обязанности герольда при короновании императора Александра II. За труды в качестве герольда во время коронования был награждён Большой серебряной коронационной медалью и бриллиантовым перстнем с сапфиром; 26 августа 1856 года Владимир Дмитриевич Философов был произведён в действительные статские советники.
С 7 сентября 1856 года был назначен генерал—аудитором Военного министерства. Осуществлял практическую организацию военно-прокурорского надзора в Российской империи. При построении новых органов военной юстиции он закладывал принципы единства их статуса и самостоятельности, отделения суда от командования, органов обвинения от администрации и суда, заботился о независимости военного прокурора от воинского начальства. В 60-70 годах XIX века Владимир Дмитриевич Философов являлся членом многих комитетов и комиссий по реформированию военного судопроизводства: по преобразованию заведений военных кантонистов в военные школы для обучения детей нижних военных чинов, по рассмотрению проекта нового воинского устава «О наказаниях», по рассмотрению проекта преобразования арестантских рот и устройства тюрем военного ведомства, по созданию нового военного и морского судопроизводства и судоустройства.
За отличие по службе 4 апреля 1865 года был произведён в тайные советники. В сентябре 1866 года был утверждён почётным мировым судьёй по Псковскому и Новоржевскому уездам Псковской губернии. В марте 1867 года стал начальником Главного судного управления Военного министерства с сохранением должности генерал-аудитора. В июне того же года был назначен статс-секретарём Его Императорского Величества, с оставлением в должности генерал-аудитора; 1 сентября 1867 года назначен главным военным прокурором, с оставлением в должности начальника Главного военно-судебного управления и в звании статс-секретаря.
В декабре 1868 года был командирован в Харьков и Одессу, в сентябре 1871 года в Казань для открытия местных военно-окружных судов. В 1872 году инспектировал военно-окружные суды в Виленской, Киевской, Одесской, Харьковской и Московской губерниях, в июне 1873 года инспектировал Казанский и Кавказский военно-окружные суды. В мае 1874 года лично открыл военно-окружной суд в Варшаве, а в октябре 1878 года — военно-окружной суд в Оренбурге.
10 июня 1869 года по всеподданнейшему докладу назначен военным министром по ходатайству наместника его императорского величества в царстве Польском и во внимание к постоянно отлично усердной службе пожалован майором в царстве Польском с доходом в 1500 рублей. В ноябре 1878 года был утверждён почётным мировым судьёй Новоржевского судебного и мирового округа. В 1881 году оставил прежние должности и стал членом Государственного совета, 5 декабря 1881 года произведён в чин действительного тайного советника.
Скончался 24 ноября (6 декабря) 1894 года в Санкт-Петербурге. Погребён в фамильном склепе в Бежаницах Псковской губернии. В 1930-х годах склеп был разграблен, а останки Философовых разбросаны.

## Награды
Владимир Дмитриевич Философов был награждён многими орденами и медалями:
- Орден Святого Александра Невского (13 мая 1873 г.) и алмазные знаки к нему (30 августа 1876);
- Орден Белого Орла (17 апреля 1870);
- Орден Святого Владимира 1-й степени (1891), 2-й степени (16 апреля 1867) и 3-й степени (17 апреля 1858);
- Орден Святой Анны 1-й степени (17 апреля 1862), 2-й степени с императорской короной (1 октября 1854), и 3-й степени (14 ноября 1847);
- Орден Святого Станислава 1-й степени (12 апреля 1859);
- Тёмно-бронзовая медаль «В память войны 1853—1856» на Андреевской ленте (26 августа 1856).

## Семья
Владимир Дмитриевич женился 6 ноября 1855 года на Анне Павловне Дягилевой (1837—1912). В семье было пятеро детей: Владимир (1857—1929) — стал губернским предводителем псковского дворянского собрания, а затем вице-губернатором Псковской губернии; Мария (рожд. 1862); Павел (1866—1923), Зинаида (1870—1966) — коллекционировала живопись и графику художников общества «Мир искусства» и одноимённого журнала, Дмитрий (1872—1940) — публицист, художественный и литературный критик, один из основателей «Мира искусств».